# CFBDSIR 2149-0403
CFBDSIR 2149-0403 (fullt namn CFBDSIR J214947.2-040308.9) är en fri planet eller en brun dvärg som ligger ungefär 40±4 parsecs (130±13 ljusår) från jorden i Svärdfisken. Massan och åldern av objektet är okänt. Dock tros massan vara mellan 4 och 7 MJ, medan åldern tros vara 130±40 miljoner år. Med hjälp av spektroskopi har absorption av metan och vatten upptäckts på planeten.